# Volley Milano 2014-2015
Questa voce raccoglie le informazioni riguardanti il Volley Milano nelle competizioni ufficiali della stagione 2014-2015.

## Stagione
La stagione 2014-15 è per il Volley Milano, sponsorizzato dal consorzio pallavolistico del Vero Volley di Monza, città dove disputa le partite casalinghe, la quarta in Superlega: la squadra infatti, vincendo i play-off promozione della Serie A2 2013-14, ritorna nella massima divisione nazionale dopo l'esperienza conclusasi al termine dell'annata 2002-03. Viene confermato l'allenatore Oreste Vacondio così come diversi giocatori autori della promozione tra cui Iacopo Botto, Simone Tiberti, Williams Padura, Andrea Galliani e Alberto Elia; tra i nuovi acquisti quelli di Daniele De Pandis, Andrea Galliani, Svetoslav Gocev, Nikola Jovović, Wang Chen e Guillaume Quesque, sostituito a campionato in corso da Maksim Botin, mentre tra le cessioni quelle di Dāvis Krūmiņš, Randy Preval, Leonardo Puliti e Sandro Caci.
Nel girone di andata del campionato il Volley Milano vince la prima partita solamente all'ultima giornata, quando si impone per 3-1 in casa della Pallavolo Padova: riesce inoltre a racimolare quale altro punto perdendo per volte al tie-break; chiude quindi all'ultimo posto in classifica, fuori anche dalla Coppa Italia. Il girone di ritorno si apre invece con due successi di fila a cui segue una nuova sconfitta e poi una vittoria: segue quindi un periodo di risultati altalenanti, ossia in un totale di otto gare giocate si registrano tre successi, che portano il club di Milano a chiudere la regular season al decimo posto, fuori però dalla zona dei play-off scudetto.

## Organigramma societario
Area direttiva
- Presidente: Alessandra Marzari
- Vicepresidente: Alberto Zucchi
- Segreteria generale: Ilaria Conciato

Area organizzativa
- Team manager: Dario Livio
- Direttore sportivo: Claudio Bonati
- Direttore generale: Ilaria Conciato

Area tecnica
- Allenatore: Oreste Vacondio
- Allenatore in seconda: Francesco Cattaneo
- Scout man: Roberto Di Maio

Area comunicazione
- Ufficio stampa: Giò Antonelli
- Area comunicazione: Matteo Pastore

Area marketing
- Ufficio marketing: Matteo Pastore

Area sanitaria
- Medico: Alessandra Marzari
- Fisioterapista: Alessandro Colombo
- Preparatore atletico: Silvio Colnago

## Rosa
| N° | Nome              | Ruolo | Data di nascita   | Nazionalità sportiva |
| -- | ----------------- | ----- | ----------------- | -------------------- |
| 1  | William Procopio  | L     | 13 agosto 1990    | Italia               |
| 2  | Alberto Elia      | C     | 12 agosto 1985    | Italia               |
| 3  | Svetoslav Gocev   | C     | 31 agosto 1990    | Bulgaria             |
| 4  | Guillaume Quesque | S     | 29 aprile 1989    | Francia              |
| 4  | Maksim Botin      | S     | 15 luglio 1983    | Russia               |
| 5  | Simone Tiberti    | P     | 13 settembre 1980 | Italia               |
| 6  | Andrea Galliani   | S     | 6 gennaio 1988    | Italia               |
| 7  | Williams Padura   | S/O   | 24 ottobre 1986   | Italia               |
| 8  | Daniele De Pandis | L     | 30 giugno 1984    | Italia               |
| 9  | Nikola Jovović    | P     | 13 febbraio 1992  | Serbia               |
| 10 | Alejandro Vigil   | C     | 11 febbraio 1993  | Spagna               |
| 11 | Iacopo Botto      | S     | 22 settembre 1987 | Italia               |
| 12 | Wang Chen         | S/O   | 16 novembre 1987  | Cina                 |
| 13 | Lorenzo Bonetti   | S     | 21 gennaio 1988   | Italia               |

## Mercato
| Acquisti | Acquisti          | Acquisti        | Acquisti   |
| R.       | Nome              | da              | Modalità   |
| -------- | ----------------- | --------------- | ---------- |
| S        | Maksim Botin      | Ural            | definitivo |
| L        | Daniele De Pandis | Piemonte        | definitivo |
| S/O      | Andrea Galliani   | Impavida Ortona | definitivo |
| C        | Svetoslav Gocev   | Friedrichshafen | definitivo |
| P        | Nikola Jovović    | Friedrichshafen | definitivo |
| S        | Guillaume Quesque | Jaroslavič      | definitivo |
| S/O      | Wang Chen         | Beijing         | definitivo |

| Cessioni | Cessioni          | Cessioni           | Cessioni   |
| R.       | Nome              | a                  | Modalità   |
| -------- | ----------------- | ------------------ | ---------- |
| L        | Davide Brunetti   | Olimpia Bergamo    | definitivo |
| S        | Sandro Caci       | Top Volley Gela    | definitivo |
| P        | Tomasz Calligaro  | Cinquefrondi       | definitivo |
| C        | Paolo Cozzi       | -                  | ritirato   |
| P        | Dāvis Krūmiņš     | Modena             | definitivo |
| S        | Andrea Olivati    | Besanese           | definitivo |
| L        | Francesco Pieri   | ?                  | definitivo |
| C        | Randy Preval      | ?                  | definitivo |
| S        | Leonardo Puliti   | Molfetta           | definitivo |
| S        | Guillaume Quesque | Jastrzębski Węgiel | definitivo |

## Risultati

### Superlega

#### Girone di andata
| 1ª giornata - 19 ottobre 2014 PalaBianchini, Latina                | Top Volley Latina  | 3 - 1 | Milano             | 17-25, 25-20, 25-20, 25-23        |
| 2ª giornata - 26 ottobre 2014 Palazzetto dello Sport, Monza        | Milano             | 1 - 3 | Piacenza           | 22-25, 25-22, 21-25, 21-25        |
| 3ª giornata - 29 ottobre 2014 PalaPanini, Modena                   | Modena             | 3 - 0 | Milano             | 25-15, 25-15, 25-16               |
| 5ª giornata - 8 novembre 2014 Palazzetto dello Sport, Monza        | Milano             | 0 - 3 | Porto Robur Costa  | 19-25, 20-25, 17-25               |
| 6ª giornata - 15 novembre 2014 PalaPoli, Molfetta                  | Molfetta           | 3 - 2 | Milano             | 25-23, 19-25, 25-18, 23-25, 15-12 |
| 7ª giornata - 23 novembre 2014 Palazzetto dello Sport, Monza       | Milano             | 0 - 3 | BluVolley Verona   | 16-25, 21-25, 27-29               |
| 8ª giornata - 30 novembre 2014 Palazzetto dello Sport, Sansepolcro | Città di Castello  | 3 - 1 | Milano             | 25-22, 28-26, 21-25, 25-22        |
| 9ª giornata - 7 dicembre 2014 Palazzetto dello Sport, Monza        | Milano             | 0 - 3 | Lube               | 19-25, 19-25, 20-25               |
| 10ª giornata - 14 dicembre 2014 Palazzetto dello Sport, Monza      | Milano             | 2 - 3 | Powervolley Milano | 22-25, 23-25, 25-23, 25-20, 12-15 |
| 11ª giornata - 21 dicembre 2014 PalaEvangelisti, Perugia           | Sir Safety Perugia | 3 - 2 | Milano             | 19-25, 25-18, 18-25, 25-22, 15-13 |
| 12ª giornata - 26 dicembre 2014 Palazzetto dello Sport, Monza      | Milano             | 0 - 3 | Trentino           | 19-25, 24-26, 18-25               |
| 13ª giornata - 29 dicembre 2014 PalaFabris, Padova                 | Padova             | 1 - 3 | Milano             | 20-25, 25-22, 25-27, 18-25        |

#### Girone di ritorno
| 14ª giornata - 3 gennaio 2015 Palazzetto dello Sport, Monza   | Milano             | 3 - 1 | Top Volley Latina  | 13-25, 25-22, 24-23, 25-22        |
| 15ª giornata - 17 gennaio 2015 PalaBanca, Piacenza            | Piacenza           | 1 - 3 | Milano             | 32-30, 23-25, 24-26, 23-25        |
| 16ª giornata - 25 gennaio 2015 Palazzetto dello Sport, Monza  | Milano             | 0 - 3 | Modena             | 24-26, 25-27, 20-25               |
| 18ª giornata - 8 febbraio 2015 PalaGalassi, Ravenna           | Porto Robur Costa  | 0 - 3 | Milano             | 23-25, 22-25, 21-25               |
| 19ª giornata - 15 febbraio 2015 Palazzetto dello Sport, Monza | Milano             | 1 - 3 | Molfetta           | 25-21, 22-25, 19-25, 21-25        |
| 20ª giornata - 21 febbraio 2015 PalaOlimpia, Verona           | BluVolley Verona   | 3 - 1 | Milano             | 17-25, 25-20, 25-20, 25-23        |
| 21ª giornata - 1º marzo 2015 Palazzetto dello Sport, Monza    | Milano             | 3 - 1 | Città di Castello  | 21-25, 25-13, 25-21, 25-14        |
| 22ª giornata - 8 marzo 2015 PalaCivitanova, Civitanova Marche | Lube               | 3 - 1 | Milano             | 25-18, 23-25, 25-17, 25-21        |
| 23ª giornata - 15 marzo 2015 PalaDesio, Desio                 | Powervolley Milano | 2 - 3 | Milano             | 20-25, 25-18, 25-19, 34-36, 11-15 |
| 24ª giornata - 22 marzo 2015 Palazzetto dello Sport, Monza    | Milano             | 1 - 3 | Sir Safety Perugia | 25-21, 16-25, 16-25, 21-25        |
| 25ª giornata - 1º aprile 2015 PalaTrento, Trento              | Trentino           | 3 - 0 | Milano             | 25-17, 25-16, 25-22               |
| 26ª giornata - 5 aprile 2015 Palazzetto dello Sport, Monza    | Milano             | 3 - 0 | Padova             | 25-23, 25-18, 25-22               |

## Statistiche

### Statistiche di squadra
| Competizione | Punti | In casa | In casa | In casa | In trasferta | In trasferta | In trasferta | Totale | Totale | Totale |
| Competizione | Punti | G       | V       | P       | G            | V            | P            | G      | V      | P      |
| ------------ | ----- | ------- | ------- | ------- | ------------ | ------------ | ------------ | ------ | ------ | ------ |
| Superlega    | 23    | 12      | 3       | 9       | 12           | 4            | 8            | 24     | 7      | 17     |
| Totale       | -     | 12      | 3       | 9       | 12           | 4            | 8            | 24     | 7      | 17     |

G = partite giocate; V = partite vinte; P = partite perse

### Statistiche dei giocatori
| Giocatore    | Superlega | Superlega | Superlega | Superlega | Superlega | Totale | Totale | Totale | Totale | Totale |
| Giocatore    | P         | PT        | AV        | MV        | BV        | P      | PT     | AV     | MV     | BV     |
| ------------ | --------- | --------- | --------- | --------- | --------- | ------ | ------ | ------ | ------ | ------ |
| L. Bonetti   | 19        | 28        | 24        | 2         | 2         | 19     | 28     | 24     | 2      | 2      |
| M. Botin     | 8         | 25        | 23        | 1         | 1         | 8      | 25     | 23     | 1      | 1      |
| I. Botto     | 22        | 278       | 250       | 21        | 7         | 22     | 278    | 250    | 21     | 7      |
| D. De Pandis | 23        | 1         | -         | 1         | -         | 23     | 1      | -      | 1      | -      |
| A. Elia      | 21        | 119       | 85        | 31        | 3         | 21     | 119    | 85     | 31     | 3      |
| A. Galliani  | 24        | 241       | 204       | 25        | 12        | 24     | 241    | 204    | 25     | 12     |
| S. Gocev     | 24        | 216       | 143       | 58        | 15        | 24     | 216    | 143    | 58     | 15     |
| N. Jovović   | 24        | 38        | 15        | 15        | 8         | 24     | 38     | 15     | 15     | 8      |
| W. Padura    | 24        | 330       | 281       | 29        | 20        | 24     | 330    | 281    | 29     | 20     |
| W. Procopio  | 7         | -         | -         | -         | -         | 7      | -      | -      | -      | -      |
| G. Quesque   | 2         | 4         | 4         | 0         | 0         | 2      | 4      | 4      | 0      | 0      |
| S. Tiberti   | 24        | 12        | 5         | 7         | 0         | 24     | 12     | 5      | 7      | 0      |
| A. Vigil     | 17        | 73        | 55        | 13        | 5         | 17     | 73     | 55     | 13     | 5      |
| Wang C.      | 19        | 60        | 50        | 9         | 1         | 19     | 60     | 50     | 9      | 1      |

P = presenze; PT = punti totali; AV = attacchi vincenti; MV = muri vincenti; BV = battute vincenti